# Kristen Cloke
Kristen Cloke (* 2. September 1968 in Van Nuys, Kalifornien) ist eine US-amerikanische Schauspielerin.

## Leben
Cloke gab ihr Schauspieldebüt 1990 in dem Film Megaville von Peter Lehner. Danach war sie bis in die 2000er Jahre hinein vor allem in Fernsehproduktionen zu sehen.
Bekannt wurde sie durch die Rolle der Shane Autumn Vansen in der Science-Fiction-Serie Space 2063 aus dem Jahre 1995. Kristen Cloke ist seit dem 13. Juni 1998 mit dem Produzenten Glen Morgan verheiratet und wurde am 21. Juni 2002 Mutter ihres Sohnes. Im Juni 2004 bekam das Paar sein zweites Kind, eine Tochter.

## Filmografie (Auswahl)
- 1990: Megaville
- 1991: Die blonde Versuchung (The Marrying Man)
- 1991: Exzesse im Frauenknast (Caged Fear)
- 1992: Zurück in die Vergangenheit (Quantum Leap, Fernsehserie, Episode 5x07)
- 1992: Höllische Spiele (Stay Tuned)
- 1993: Diagnose: Mord (Diagnosis Murder, Fernsehserie, Episoden 1x06–1x07)
- 1993: Cheers (Fernsehserie, Episode 11x12)
- 1995–1996: Space 2063 (Space: Above and Beyond, Fernsehserie, 23 Episoden)
- 1996: Akte X – Die unheimlichen Fälle des FBI (The X-Files, Fernsehserie, Episode 4x05)
- 1997: The Rage – Im Rausch der Gewalt (The Rage)
- 1997–1998: Millennium – Fürchte deinen Nächsten wie Dich selbst (Millennium, Fernsehserie, 10 Episoden)
- 2000: Final Destination
- 2003: Willard
- 2006: Black Christmas
- 2009: Men of a Certain Age (Fernsehserie, Episode 1x01)
- 2011: Magnificat
- 2011: Pretty Little Liars (Fernsehserie, Episode 1x14)
- 2017: Lady Bird